# Georgiana Cholmondeley, Marquesa de Cholmondeley
Georgiana Charlotte Cholmondeley (nascida Georgiana Charlotte Bertie; (7 de agosto de 1764 — Carlton House Terrace, 23 de junho de 1838) foi uma aristocrata britânica. Ela foi marquesa de Cholmondeley pelo seu casamento com George Cholmondeley, 1.° Marquês de Cholmondeley.

## Família
Georgiana Charlotte foi a filha mais nova de Peregrine Bertie, 3.º Duque de Ancaster e Kesteven e de Mary Panton, de quem foi a segunda esposa.
Os seus avós paternos eram Peregrine Bertie, 2.º Duque de Ancaster e Kesteven e Jane Brownlow. Os seus avós maternos eram Thomas Panton de Newmarket e Priscilla. Através da bisavó paterna, Mary Wynn, mãe do 2.º duque, ela era descendente da Casa de Aberffraw do Reino de Venedócia.
Os seus irmãos eram: Mary Catherine, Peregrine Thomas, Marquês de Lindsey, Robert Bertie, 4º Duque de Ancaster e Kesteven, e Priscilla Bertie, 21.ª Baronesa Willoughby de Eresby, esposa de Peter Burrell, 1.° Barão Gwydyr.

## Biografia
Georgiana, aos 26 anos, se casou o então conde de Cholmondeley, George, de 41 anos, em 25 de abril de 1791, em Berkeley Square, em Londres. George era filho de George Cholmondeley, Visconde Malpas e de Hester Edwardes. Ele já tinha uma filha ilegítima, chamada Harriet Cholmondeley, filha de sua amante, conhecida como a Madame de Saint Albin.
A residência da família era o Castelo de Cholmondeley, em Cheshire, o qual foi reconstruído de 1801 a 1804 de acordo com o design do conde. O casal teve três filhos, dois homens e uma mulher.
Além de Harriet, também vivia no castelo Georgiana Augusta Frederica Seymour, filha de Grace Elliott, uma antiga amante de seu marido. Seymour provavelmente era filha de Jorge, Príncipe de Gales, o futuro rei Jorge IV. 
Quando o irmão da condessa de Cholmondeley, Robert, morreu de febre escarlate em 8 de julho de 1779, sem esposa e descendentes, o ducado passou para o tio deles. Porém, o baronato de Willoughby de Eresby assim como a posição de Lord Great Chamberlain entrou em pendência entre Priscilla e Georgiana. Contudo, em 18 de março de 1780, a pendência foi encerrada a favor de Priscilla, por ser a irmã mais velha. Georgiana deteve, contudo, o título de Joint Hereditary Lord Great Chamberlain da Inglaterra, a partir de 25 de maio de 1781.
De 1795 a 1802, a condessa foi Senhora da Câmara (Lady of the Bedchamber) de Carolina de Brunsvique, então a princesa de Gales. 
Em 22 de novembro de 1815, com a ascensão do marido, ela se tornou a nova marquesa de Cholmondeley.
George, que era quase quinze anos mais velho do que a esposa, morreu em 10 de abril de 1827, aos 77 anos. A marquesa viúva não se casou novamente, e faleceu em 23 de junho de 1838, aos 73 anos, em Carlton House, na cidade de Londres. Ela foi enterrada no cemitério da Igreja St Oswald, em Malpas, no condado de Cheshire, mesmo local de enterro do marido. 

## Descendência
- Charlotte Georgiana Cholmondeley (m. 24 de junho de 1828), esposa do tenente coronel Hugh Henry Seymour, com quem teve um filho.
- George Cholmondeley, 2.° Marquês de Cholmondeley (16 de janeiro de 1792 – 8 de maio de 1870), sucessor do pai. Foi primeiro casado com Caroline Campbell. Após sua morte, se casou com Susan Caroline Somerset. Não teve descendência.
- William Cholmondeley, 3.° Marquês de Cholmondeley (31 de março de 1800 – 16 de dezembro de 1884), sucessor do irmão. Foi casado com Marcia Emma Georgiana Arbuthnot, com quem teve quatro filhos.